# Xavier Deutsch
Pour les articles homonymes, voir Deutsch.
Xavier Deutsch  est un écrivain né à Louvain le 9 février 1965.

## Biographie
En janvier 1989, il publie son premier roman La Nuit dans les yeux, chez Gallimard. Il reçoit divers prix littéraires dont le prix Mæterlinck pour Les Garçons en 1990[réf. nécessaire], le prix Victor Rossel le 4 décembre 2002 pour son roman La Belle Étoile.
En 1994, il publie La Guerre que je n'ai pas voulue, un petit livre illustré expliquant aux plus jeunes la guerre en Yougoslavie de 1991.
Le 29 août 2012, il cosigne une carte blanche dans La Libre Belgique intitulée « Michelle Martin, vous n'êtes pas seule » dans laquelle les signataires soulignent, à propos de la libération anticipée de Michelle Martin, ex-épouse et complice de Marc Dutroux, que « la justice doit s’exercer de manière impartiale, à l’abri de toute pression ».
En 2018, il est l'écrivain sélectionné pour représenter son pays, la Belgique, pour le Prix Hans-Christian-Andersen, dans la catégorie Auteur, prix international danois.

## Œuvres
- La Nuit dans les yeux, Gallimard, 1989
- Les Garçons, L'école des loisirs, 1990
- Les Foulards bleus, L'école des loisirs, 1990
- La Petite Rue Claire et Nette, L'école des loisirs, 1992
- Too much, Sur la terre, Comme au ciel, trilogie, Le Cri, 1994
- La Guerre que je n'ai pas voulue, De la démocratie, 1994
- La Petite Sœur du Bon Dieu, L'école des loisirs, 1995
- Victoria Bauer, Le Cri, 1996
- Pas de soleil en Alaska, Labor, 1997
- Allez!, Allez!, L'école des loisirs, 1997
- Le grand jeu des courages de l'ours en Belgique, Le Cri, 1997
- La Vie commence au deuxième verre, La Libre Belgique-Le Cri, 1998
- Les Bernarches cravant, Le Cri, 1999
- Si ça nous chante,  avec Anne Wlomainck, Labor, 2000
- Le Tilleul de Stalingrad, Le Castor Astral, 2001
- Samuel est revenu, Le Cri, 2001
- La Belle Étoile, Le Castor astral, 2002
- Le Bestiaire de Rotterdam, Le Cri, 2003
- Tombé du camion, Labor, 2005
- De l'air !, Le Cri, 2005
- De l'univers, Le Castor astral , 2006
- Carnaval à Fada N'Gourma, Éditions Couleur livres, 2007
- Les Poissons, Le Cri, 2008
- Le Cantique des carabines, Mijade, 2009
- Une belle histoire d'amour qui finit bien, Éditions Robert Laffont, 2010
- Onze !, Mijade, 2011
- Sans dire un mot, Weyrich éditions, 2012
- Au coin de la rue des Amours, Luc Pire, 2012
- Chaussée de Moscou, Weyrich éditions, 2014
- Hope, Éditions Mijade, 2014
- La Dyle noire, Luc Pire, 2015
- Quelque chose dans le ciel 2016
- Homme noir sur fond blanc, Édition Mijade, 2019

## Prix et distinctions
- 1998 : (international) « Honour List »[4] de l' IBBY pour Pas de soleil en Alaska
- 2002 : Prix Victor Rossel pour La Belle Étoile
- 2011 : Prix Libbylit[5], décerné par l' IBBY, pour Onze
- 2012 : Prix RTS Littérature Ados[6] pour Onze
- 2018 : Sélection Prix Hans-Christian-Andersen[3]